# Кључовец
Кључовец (слч. Kľúčovec, мађ. Kulcsod) насељено је мјесто са административним статусом сеоске општине (слч. obec) у округу Дунајска Стреда, у Трнавском крају, Словачка Република.

## Становништво
| Година:    | 1994. | 2004.   | 2014.   | 2024.   |
| ---------- | ----- | ------- | ------- | ------- |
| Број људи: | 359   | 387     | 365     | 345     |
| Разлика:   |       | +7,79 % | -5,68 % | -5,47 % |

| Година:    | 2023. | 2024.   |
| ---------- | ----- | ------- |
| Број људи: | 348   | 345     |
| Разлика:   |       | -0,86 % |

Према подацима о броју становника из 2011. године насеље је имало 371 становника.